# Sisseton (Dakota del Sur)
Sisseton es una ciudad ubicada en el condado de Roberts en el estado estadounidense de Dakota del Sur. En el Censo de 2010 tenía una población de 2.470 habitantes y una densidad poblacional de 599,42 personas por km².

## Geografía
Sisseton se encuentra ubicada en las coordenadas 45°39′45″N 97°2′43″O / 45.66250, -97.04528. Según la Oficina del Censo de los Estados Unidos, Sisseton tiene una superficie total de 4.12 km², de la cual 4.12 km² corresponden a tierra firme y (0%) 0 km² es agua.

## Demografía
Según el censo de 2010, había 2.470 personas residiendo en Sisseton. La densidad de población era de 599,42 hab./km². De los 2.470 habitantes, Sisseton estaba compuesto por el 47.04% blancos, el 0.08% eran afroamericanos, el 47.81% eran amerindios, el 0.4% eran asiáticos, el 0% eran isleños del Pacífico, el 0.2% eran de otras razas y el 4.45% pertenecían a dos o más razas. Del total de la población el 1.58% eran hispanos o latinos de cualquier raza.